# Amtsgericht Rottenburg an der Laaber
Das Amtsgericht Rottenburg an der Laaber war ein Gericht der ordentlichen Gerichtsbarkeit in Rottenburg an der Laaber. Es bestand von 1879 bis 1973.

## Geschichte
Der Vorläufer, das Pfleggericht Rottenburg entstand bereits 1279. Es bestand bis an das Ende des 18. Jahrhunderts. 1803 wurden im Zuge von Verwaltungsreformen in Bayern die Landgerichte Landshut und Vilsbiburg errichtet, die zum Isarkreis gehörten und auch das Gebiet des ehemaligen Pfleggerichts Rottenburg umfassten. Im Jahre 1838 wurde, als Folge einer weiteren Verwaltungsreform des Königreichs Bayern, das Landgericht älterer Ordnung Rottenburg an der Laaber errichtet. Im Jahre 1862, mit der Trennung der administrativen und juristischen Aufgaben der Landgerichte in Bayern, behielten die verbleibenden Rechtspflegeeinrichtungen zunächst die Bezeichnung Landgericht. Als Eingangsinstanz der niederen Gerichtsbarkeit wurden diese 1879 durch das Gerichtsverfassungsgesetz reichseinheitlich in Amtsgericht umbenannt.
Die Zuständigkeit umfasste folgende Gemeinden:
Andermannsdorf, Egg, Hebramsdorf, Högldorf, Hofendorf, Hohenthann, Holzhausen, Inkofen, Kläham, Münster, Niedereulenbach, Niederhornbach, Oberergoldsbach, Oberhatzkofen, Oberlauterbach, Oberotterbach, Oberroning, Pattendorf, Pfaffendorf, Pfeffendorf, Pfeffenhausen, Piegendorf, Rainertshausen, Rottenburg an der Laaber, Schmatzhausen, Stollnried, Türkenfeld und Wolferthau.
Am 1. Januar 1891 waren die Orte Ergoldsbach und Prinkofen dem Amtsgerichtsbezirk Mallersdorf zugewiesen worden.
Das Gericht wurde durch Inkrafttreten des Gesetzes über die Organisation der ordentlichen Gerichte im Freistaat Bayern (GerOrgG) am 1. Juli 1973 aufgehoben und dem Amtsgerichtsbezirk Landshut zugewiesen.